# 唐崎定信
唐崎 定信（からさき さだのぶ、正保元年（1644年） - 延宝6年4月（1678年））は江戸時代前期の安芸国竹原礒宮八幡神社宮司。通称は甚右衛門、官名は隼人正。山崎闇斎門下。孫は唐崎信通・彦明、曽孫は唐崎士愛。

## 経歴
正保元年（1644年）山田正信の子として生まれた。初名は河内・重信。寛文11年（1671年）吉田家より斎服の裁許を受けた。延宝2年（1674年）頃京都に上り、山崎闇斎に垂加神道を学んだ。延宝3年（1675年）10月26日神祇管領長上吉田兼連の許可を得て先祖の名字として柄崎を名乗り、11月改めて神祇礼法を伝授された。帰郷後、町年寄吉井当徳と共に長生寺境内に庚申堂を建立した。延宝6年（1678年）4月35歳で急死した。

## 家系
先祖は藤原為輔といい、為輔12世孫信氏は小川氏を名乗り、信氏11世孫信兼が近江国滋賀郡唐崎に移り唐崎氏を称した。信兼10世孫信言の代で安芸国に移り、小早川隆景に仕えたという。
父正信は信言8世孫といい、竹原に移り、万治元年（1658年）荒廃していた礒宮八幡神社を現在地に再興し、承応2年（1653年）宮司となった。母は野村久右衛門娘。
妻は承応3年（1654年）本郷橘神社千日氏に生まれ、延宝2年（1674年）定信と共に上京し、延宝3年（1675年）10月頃闇斎に面会した。帰郷後、闇斎に木綿1疋を贈っており、延宝4年（1676年）7月5日付の返礼の手紙が残る。定信と違い長命で、寛保3年（1743年）孫等から90歳を祝われている。
子清継は延宝4年（1676年）生まれで、幼名を槌松・甚之丞、後に主膳といい、高田未白に学び、正徳5年（1715年）没した。
孫彦明・曽孫士愛は定信妻から闇斎の人となりを聞かされて育ち、儒家・神道家として大成した。